# تامر غوني
تامر غوني (بالتركية: Tamer Güney)‏ هو مدرب كرة قدم ولاعب كرة قدم تركي، ولد في 6 يناير 1936 في بيله جك في تركيا، وتوفي في 22 أغسطس 2020. لعب مع أنقرة غوجو.

## وصلات خارجية
- تامر غوني على موقع عالم كرة القدم.نت (الإنجليزية)